# Villepot
Villepot is een gemeente in het Franse departement Loire-Atlantique (regio Pays de la Loire). De plaats maakt deel uit van het arrondissement Châteaubriant-Ancenis. Villepot telde op 1 januari 2022 687 inwoners.

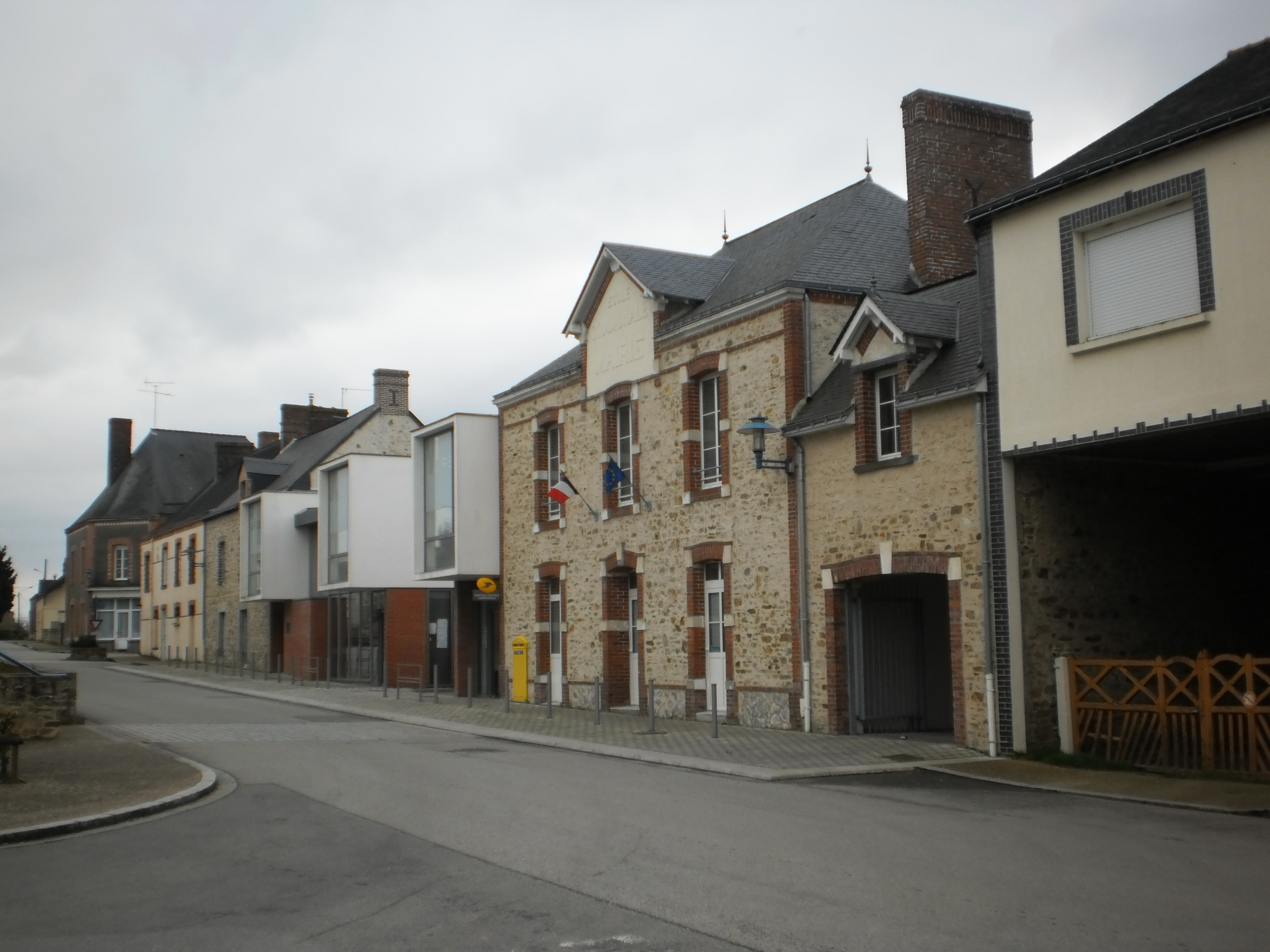
Gemeentehuis
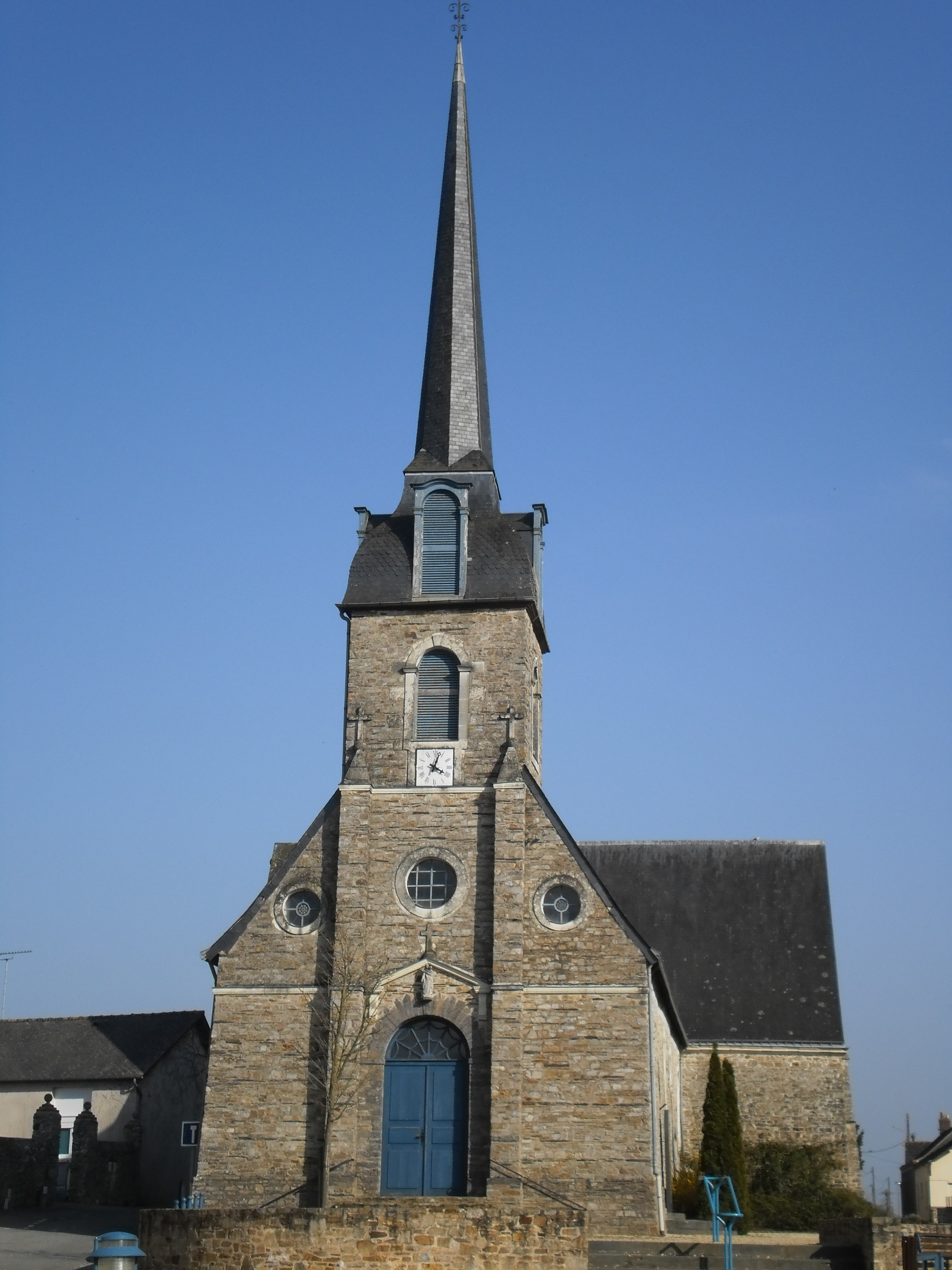
Kerk in Villepot

## Geografie
De oppervlakte van Villepot bedraagt 20,3 km², de bevolkingsdichtheid is 33,7 inwoners per km².

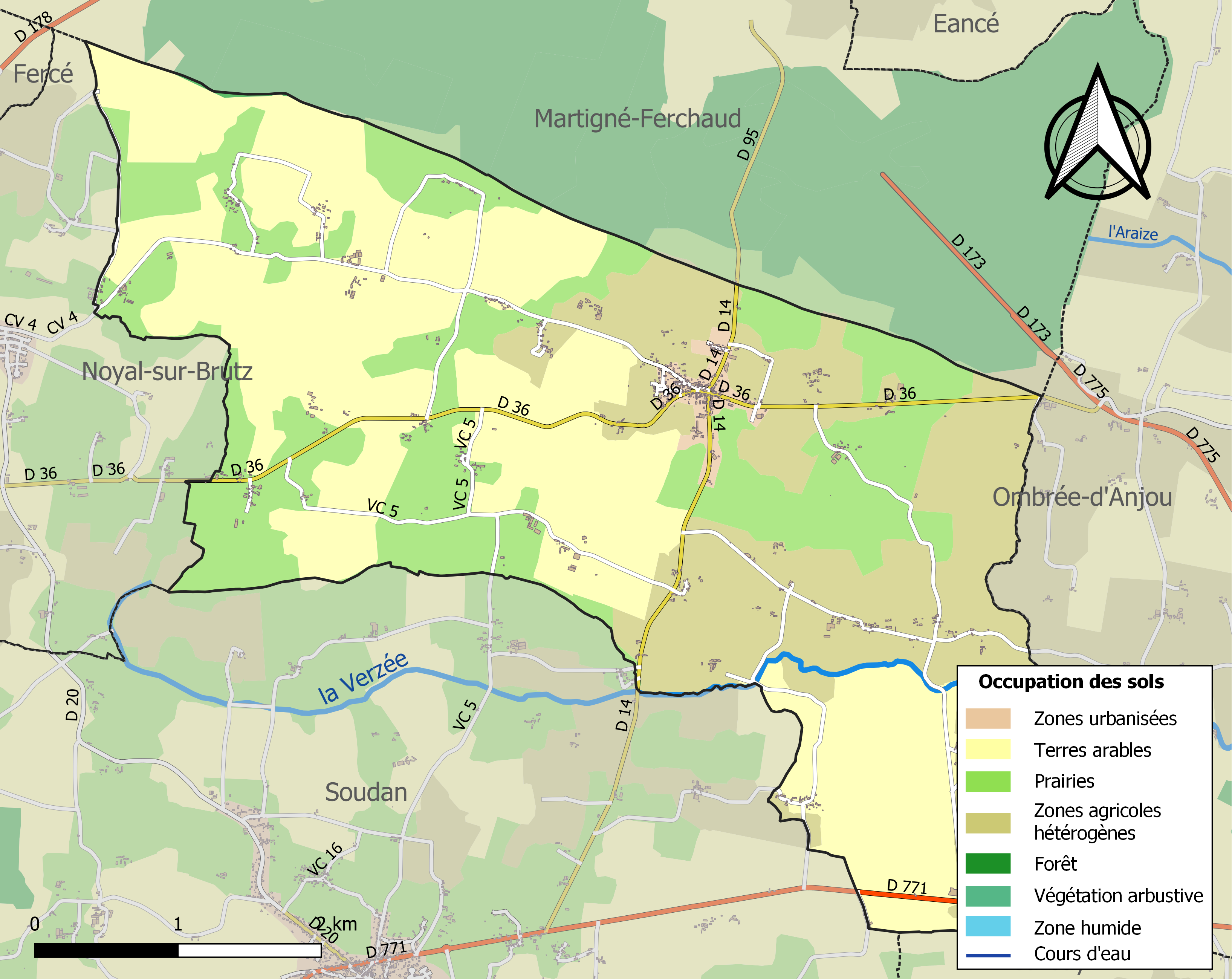
Kaart van de gemeente met de belangrijkste infrastructuur, bodemgebruik en omliggende gemeenten

## Demografie
Onderstaande figuur toont het verloop van het inwonertal (bron: INSEE-tellingen).